# Melanoplus spretus
Melanoplus spretus je vyhynulý druh sarančete, který se vyskytoval na západě USA a v některých západních částech Kanady do konce 19. století. Druh vytvářel obrovská hejna, avšak naposled byl pozorován v jižní Kanadě roku 1902. Druh se vyskytoval ve velké míře v prérijních oblastech, i když existoval na obou stranách Skalnatých hor.

## Vyhynutí
Poslední velká hejna byla pozorována v letech 1873 a 1877 (tehdy byly způsobeny škody na 200 000 000 dolarů). Příčina vyhynutí není dodnes zcela jasná, ale podle převládajícího názoru tento druh vymizel v důsledku orby a zavlažování, čímž byl narušen přirozený životní cyklus. Předpokládá se také, že tato sarančata žila v mezidobích mezi rojením v poměrně malé oblasti a tak mohlo dojít ke snadnému vyhubení. K úplnému vymizení stačilo pouhých 30 let po výše uvedených masových výskytech. Protože se druh považoval za velmi hojný, nebyl příliš sbírán a dochovalo se jen asi 300 exemplářů.
Dnes je ale Severní Amerika (samozřejmě kromě Antarktidy) jediným kontinentem, na kterém se nevyskytuje vlastní druh velkého sarančete.
Vyhynutí Melanoplus spretus patrně byla jedna z klíčových příčin drastického úbytku kolih severních, pro které sarančata představovala klíčový zdroj potravy.

## Albertovo hejno
Roku 1875 bylo pozorováno hejno, známé jako Albertovo, které se vyrojilo v západní části USA. Mělo rozlohu 513 000 čtverečních kilometrů (což je více nežli rozloha Kalifornie), hmotnost 27 500 000 tun a asi 12,5 bilionů kusů. Podle Guinnessovy knihy rekordů jde o největší spekulativně uhodnutou koncentraci zvířat.